# Хоен Нојендорф
Хоен Нојендорф (њем. Hohen Neuendorf) град је у њемачкој савезној држави Бранденбург. Једно је од 19 општинских средишта округа Оберхафел. Према процјени из 2010. у граду је живјело 23.909 становника. Посједује регионалну шифру (AGS) 12065144.

## Географски и демографски подаци
Хоен Нојендорф се налази у савезној држави Бранденбург у округу Оберхафел. Град се налази на надморској висини од 32−66 метара. Површина општине износи 48,1 km². У самом граду је, према процјени из 2010. године, живјело 23.909 становника. Просјечна густина становништва износи 497 становника/km².

## Међународна сарадња
| Мјесто | Држава    | Врста сарадње | Од    |
| ------ | --------- | ------------- | ----- |
|        | Пољска    | партнерство   | 1995. |
| Рунрио | Холандија | контакт       | 2000. |
|        | Француска | контакт       | 2000. |
| Извор  |           |               |       |